# Tennis South Invitational 1977
Il Tennis South Invitational 1977 è stato un torneo di tennis giocato sul sintetico indoor. È stata la 5ª edizione del torneo. Si è giocato a Jackson negli Stati Uniti dal 4 al 10 aprile 1977.

## Campioni

### Singolare maschile
Brian Teacher ha battuto in finale  Bill Scanlon con il punteggio di 6–3, 6–3

### Doppio maschile
Bob Hewitt /  Frew McMillan hanno battuto in finale  Phil Dent /  Ken Rosewall con il punteggio di 6–2, 7–6